# Han Chae-young
Han Chae-young (Hangul: 한채영, Hán Việt: Hàn Thái Anh), tên thật là Kim Ji-young (Hangul: 김지영, Hán Việt: Kim Trí Anh, sinh ngày 13 tháng 9 năm 1980), là một nữ diễn viên người Hàn Quốc.

## Phim tham gia

### Phim truyền hình
| Năm  | Đài  | Tựa đề                                                    | Vai               | Ghi chú                      |
| ---- | ---- | --------------------------------------------------------- | ----------------- | ---------------------------- |
| 2000 | KBS2 | Autumn Fairy Tale - Trái tim mùa thu                      | Choi/Yoon Shin-ae |                              |
| 2002 | SBS  | Affection                                                 | Yoo Hae-mi        |                              |
| 2004 | KBS2 | Beijing My Love - Bắc Kinh Tình Yêu Của Tôi               | Jung Yeon-seok    |                              |
| 2005 | KBS2 | Delightful Girl Choon-Hyang - Cô nàng bướng bỉnh          | Sung Chun-hyang   |                              |
| 2005 | SBS  | Only You - Chỉ riêng mình em                              | Cha Eun-jae       |                              |
| 2006 | SBS  | My Girl - Cô em họ bất đắc dĩ                             | Choi Han-na       | Cameo appearance, episode 16 |
| 2006 | MBC  | Exhibition of Fireworks                                   | Shin Na-ra        |                              |
| 2009 | KBS2 | Boys Over Flowers - Vườn sao băng                         | Min Seo-hyun      | Guest appearance             |
| 2010 | MBC  | A Man Called God - Sát thủ hào hoa                        | Jin Bo-bae        |                              |
| 2010 |      | Haru: An Unforgettable Day in Korea                       |                   | Tourism mini-movie           |
| 2012 | ZJTV | Dream in Blue                                             | Lin Wei Wei       | Phim truyền hình Trung Quốc  |
| 2013 | KBS2 | Ad Genius Lee Tae Baek - Thiên tài Quảng cáo Lee Tae-baek | Go Ah-ri          |                              |
| 2013 | KBS2 | Pretty Man - Tuyệt sắc nam nhân                           | Hong Yoo-ra       |                              |
| 2015 | LeTV | 1931 Love Story                                           | 尚婉婷            | Phim truyền hình Trung Quốc  |
| 2016 |      | Trọng Sinh Chi Danh Lưu Cự Tinh                           | Lâm Huyên         | Phim truyền hình Trung Quốc  |

### Phim điện ảnh
| Năm  | Tựa đề                                             | Vai         | Ghi chú      |
| ---- | -------------------------------------------------- | ----------- | ------------ |
| 2000 | The Record                                         | Eun-mi      |              |
| 2002 | Bet on My Disco                                    | Bong-ja     |              |
| 2003 | Wild Card                                          | Kang Na-na  |              |
| 2007 | Do You Live with Your Lover Now?                   | So-yeo      |              |
| 2009 | Good Morning President - Chào Buổi Sáng Tổng thống | Kim Yi-yeon |              |
| 2009 | Girlfriends                                        | Jin         |              |
| 2010 | The Influence                                      | J           | Online film  |
| 2011 | A Big Deal                                         |             | Chinese film |

Chương Trình Truyền hình
| Năm  | Chương trình         | Đài | Vai trò |
| ---- | -------------------- | --- | ------- |
| 2017 | Sister's Slam Dunk 2 | KBS | Host    |